# تپه پیریوسف
تپه پیر یوسف مربوط به سدهٔ ۵ و ۶ ه.ق است و در شهرستان کامیاران، بخش مرکزی، روستای کوره دره واقع شده و این اثر در تاریخ ۱۰ دی ۱۳۸۱ با شمارهٔ ثبت ۶۹۰۶ به‌عنوان یکی از آثار ملی ایران به ثبت رسیده است.